# توماش ووتاوا
توماش ووتاوا (چکی: Tomáš Votava؛ زادهٔ ۲۱ فوریهٔ ۱۹۷۴) بازیکن فوتبال اهل جمهوری چک بود.
از باشگاه‌هایی که در آن بازی کرده‌است می‌توان به باشگاه فوتبال دینامو درسدن، باشگاه فوتبال گروتر فورث، دوکلا پراگ، باشگاه فوتبال مونیخ ۱۸۶۰، باشگاه فوتبال اسپارتا پراگ، و باشگاه فوتبال آپوئل اشاره کرد.
وی همچنین در تیم‌های ملی فوتبال زیر ۲۱ سال جمهوری چک و جمهوری چک بازی کرده‌است.